# Тони Ајоми
Ентони Френк "Тони" Ајоми (енгл. Anthony Frank "Tony" Iommi; Хандсворт, 19. фебруар 1948) је енглески гитариста, текстописац и продуцент. Најпознатији је као гитариста и оснивач Блек Сабата, једног од пионира хеви метала. Он је и једини члан бенда који је ту од почетка, како као члан, тако и као продуцент.
Док је радио у фабрици, као тинејџер, леворуки Ајоми је изгубио врхове средњег прста и напрстњака на десној руци у несрећи; тај догађај је јако утицао на његов стил свирања. Ајоми је накратко напустио Блек Сабат 1968. и придружио се Jethro Tull, али се 1970. вратио у Сабат, да би снимио њихов деби албум, истог имена. 2000. је објавио свој први соло албум Iommi, праћен албумом Fused 2007. На албуму се нашао и његов бивши колега из бенда Глен Хјуџс. Нако издавање Fused-а, прикључио се бенду Heaven & Hell, који се распао након смрти Рони Џејмс Диа 2010.
Сматра се да је Ајоми један од најутицајнијих рок гитариста свих времена. Чувен је по својим гитарским рифовима, које је сам креирао, а магазин Ролинг стоун га је поставио на 25. место на листи "100 највећих гитариста свих времена".
2011. је објавио своју аутобиографију под називом Iron Man: My Journey through Heaven and Hell with Black Sabbath. Име књиге је сачињена од имена његове песме, Iron Man, и два бенда у којима је свирао Блек Сабат и Heaven & Hell.
2012. објављено да му је дијагностикован рак лимфног система.

## Биографија
Ентони Френк Ајоми је рођен у Бирмингему, kao једино дете Ентони Франк и Силвије Марије Ајоми (девојачко Веленти). Рородица његове мајке се бавила виноградарством у Италији. Породица је била католичка, али су ретко присуствовали мисама. Породична кућа у Парк Лане, у области Астон, имала је продавницу која је била популарно место за састанке у комшилуку. Породица је дневни боравак користила као магацин за продавницу. Његова мајка је водила радњу, док је његов отац био столар по занимању.
Рођен је и одрастао у Хандсворту, а ишао је у Бирцхфилд Роад школу, у коју је ишао и будући колега из бенда Ози Озборн, али је био у једном разреду ниже. Када је имао 8 или 9 година, и расекао горњу усну кад га је један дечак јурио. Као резултат тога, он је стекао надимак "Scarface", због чега је мрзео свој ожиљак, па је почео да пушта бркове, који су постали његов заштитни знак.
Око десете године, Тони је почео да редовно вежба и тренира џудо, карате, а касније бокс као средство заштите од локалних банди која се окупљала у његовом комшилуку. Он је постао толико добар у боксу да је размишљао о будућност као избацивач у ноћном клубу, чиме је желео да избегне своју каријеру у досадном послу у фабрици. Ајоми је првобитно желео да свира бубњеве, али због прекомерне буке коју производе је изабрао гитару, након што је инспирисан бендовима Хенка Марвина и The Shadows. Он је увек свирао гитару левом руком. После завршене школе, Ајоми кратко радио као водоинсталатер, а касније у фабрици за производњу прстенова. Он наводи да је у једном тренутку је радио у музичкој продавници, али је добио отказ након што је лажно оптужен за крађу.
Када је имао 17, Ајоми је изгубио врхове средњег и домалог прста десне руке у несрећи, на његов последњи дан рада у фабрици лима. Након повреде Тони је размишљао је да напусти гитару у потпуности. Међутим, пословођа у фабрици му је пустио чувени снимак гитаристе Џанга Ренарта, који га је охрабрио да настави као музичар. Како ће Ајоми касније написати:
Мој пријатељ је рекао, "Слушај овог момка како свира", и ја сам рекао "Нема шансе! Да слушам некога како свира гитару је последња ствар коју желим да сада урадим!" Али он је инсистирао и пустио песму да свира. Рекао сам му да мислим да је стварно добар, а онда је рекао: "Знаш, момак свира само са два прста на руци, због повреде коју је претрпео у страшном пожару." Био сам потпуно шокиран овим открићем и био сам толико импресиониран оним што сам чуо да сам одједном постао инспирисан да почнем поново да свирам.
Био је аутор песме “Lonely Planet” која је представљала Јерменију на Песми Евровизије 2013. у Малмеу у извођењу бенда “Dorians”.